# Caméléon (langage)
Pour les articles homonymes, voir Caméléon (homonymie).
Le langage Caméléon est un langage de programmation fonctionnelle graphique libre et open source (licence MIT).